# Атестація навчальних закладів
Державна атестація — основна форма державного контролю за діяльністю дошкільних, загальноосвітніх, позашкільних та професійно-технічних навчальних закладів незалежно від їх підпорядкування, типів і форм власності.

## Атестація навчальних закладів

### З історії впровадження атестації в Україні
У 1992—1994 рр. Г. В. Єльникова очолила Всеукраїнський проєкт з атестації загальноосвітніх навчальних закладів. 1996 року розпочалася масова атестація загальноосвітніх навчальних закладів на основі «Типового положення про атестацію середніх загальноосвітніх, позашкільних, дошкільних закладів освіти й закладів освіти для громадян, які потребують соціальної допомоги та реабілітації». Спочатку атестація мала черговість проведення один раз на п'ять років, а з 2001 року й донині — один раз на десять років. Ця форма контролю замінила інспекторські фронтальні перевірки.

### Головними завданнями державної атестації навчальних закладів є
- визначення відповідності навчального закладу державним стандартам певного освітнього рівня, дотримання ним вимог цих державних стандартів та забезпечення надання якісної освіти;
- надання організаційно-методичної допомоги навчальним закладам, що атестуються.

## Державна атестація здійснюється
Державна атестація навчальних закладів державної форми власності здійснюється Міністерством освіти і науки України, іншими центральними органами виконавчої влади, у сфері управління яких перебувають навчальні заклади, що атестуються.
Державна атестація навчальних закладів комунальної форми власності здійснюється відповідними місцевими органами управління освітою, у сфері управління яких перебувають навчальні заклади, що атестуються.
Державна атестація навчальних закладів приватної форми власності здійснюється відповідними органами управління освітою Автономної Республіки Крим, обласних, Київської та Севастопольської міських державних адміністрацій.

## Порядок державної атестації
Порядок державної атестації визначає Міністерство освіти і науки України.
Інструктивно-методичне забезпечення державної атестації навчальних закладів здійснює Міністерство освіти і науки України, а контроль за її проведенням – Державна інспекція навчальних закладів.